# شارل سكرتان
شارل سكرتان (1815 - 1895): فيلسوف سويسري الموطن، فرنسي اللغة، ولد في 19 يناير 1815 في لوزان بسويسرا وتوفي فيها أيضًا في 21 يناير 1895. تعلم في بلدته الأم وبعد ذلك تحت فريدريش شيلينغ في ميونيخ، وأصبح أستاذًا للفلسفة في جامعة لوزان (من 1838 إلى 1846)، وبعد ذلك في نيوشاتيل. وفي عام 1866 عاد إلى منصبه القديم في لوزان.

## أهم آرائه
كان هدف كتاباته هو بناء دين عقلاني فلسفي للتوفيق بين الأسس النهائية للمسيحية ومبادئ الفلسفة الميتافيزيقية. أراد أن يقيم الأخلاق على تأويل فلسفي للعقيدة المسيحية، وعرضَ هذه المحاولة في كتابه (فلسفة الحرية) "1848,1849" فقال: إن الأخلاق لا تستغني عن الحرية فينبغي الفحص عن مبدأ أعلى كفيل بأن يكون لها أصلًا وقانونًا، هذا المبدأ هو الله. إن مذهب وحدة الوجود يرى في الله موجودا ضروريا بضرورة ذاتية، فيرى في فعله فعلًا ضروريًّا كذلك إذ كان من الممتنع الحصول على الممكن ابتداء من الضروري. فلن ننجو من وحدة الوجود إلا بالتسليم بأن الله حرية مطلقة، حتى بإزاء حريته نفسها، وأنه هو ما يريد أن يكون، فإن الموجود الذي يمنح نفسه الكمال بحرية لهو أكمل من الوجود الكامل بالطبع. فالميتافيزيقا تاريخ الأفعال الممكنة للحرية المطلقة، وليس يريد الله الخليقة تبعا لنزوع فيه، فإن هذا يجعل من الخلق فعلًا ضروريًّا. فهو إذن يريد الخليقة لذاتها لا لذاته، وهذه هي المحبة، ويريدها كغاية وإذن يريدها حرة. والأخلاق تحقيق الحرية، والواجب الذي ترجع إليه جميع الواجبات هو التحاب؛ لأن الناس جميعًا متضامنون.